# 그리니치

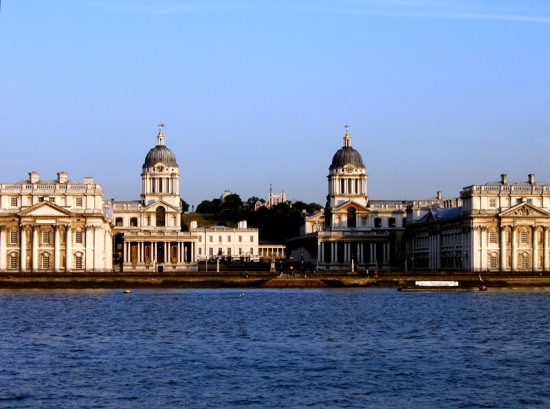
구 해군 왕립학교와 그리니치 대학

그리니치(영어: Greenwich)는 템스강 남쪽에 있는 런던 동부의 지역으로, 그리니치구에 속해 있다. 또한 이곳은 그리니치 천문대와 본초 자오선(경도 0°), 그리니치 평균시(Greenwich Mean Time, GMT)로 전 세계적으로 알려져 있는 곳이기도 하다.

## 같이 보기
- 그리니치 천문대
- 그리니치구
- 커티 사크 범선